# 诺基亚 Asha 308
诺基亚 Asha 308（中国大陆官方称诺基亚 3080）是诺基亚推出的一款Asha系列的全触控界面的非智能手机，它支持双SIM卡，并且支持电容式多点触控，是目前诺基亚推出的价格最低的电容屏手机之一。它使用Series 40 开发者平台 2.0平台和Nokia OS，支持诺基亚地图2.0以及诺基亚生活通服务。和其他诺基亚Asha系列的全触屏手机一样，Asha 308拥有三页可定制主屏幕，以及下拉通知单。 用户亦可以从游戏汇或诺基亚应用商店免费下载40款EA游戏。